# Företagshälsovård
Med företagshälsovård avses en oberoende expertresurs som anlitas av arbetsgivaren inom områdena arbetsmiljö och rehabilitering. Företagshälsovården ska särskilt arbeta för att förebygga och undanröja hälsorisker på arbetsplatser samt ha kompetens att identifiera och beskriva sambanden mellan arbetsmiljö, organisation, produktivitet och hälsa. Arbetsgivaren ska svara för att den företagshälsovård som arbetsförhållandena kräver finns att tillgå. (AML)

## Företagshälsovård i Sverige
Enligt arbetsmiljölagen är arbetsgivare skyldiga att ge de anställda den företagshälsovård som krävs i respektive yrke. Företagshälsovårdens främsta uppgift är att ta bort eller minska risker i arbetsmiljön.
Anställda har rätt till en bra arbetsmiljö samt att sjukdomar och olycksfall förebyggs. Arbetet ska anpassas efter den anställdes förutsättningar. Du ska till exempel få hjälp att börja arbeta igen om du varit sjukskriven en längre tid. Om en arbetsgivare inte har tillräcklig kunskap eller tid att minska riskerna på arbetsplatsen kan företagshälsovård anlitas. Företagshälsovården kan undersöka riskerna och lämna förslag till förbättring av arbetsmiljön. Det är arbetsgivaren som beställer och betalar för företagshälsovård. En del större företag har sin egen företagshälsovård, men många anlitar ett företag som sysslar med företagshälsovård. 
Inom företagshälsovården arbetar ergonomer, företagssköterskor, företagsläkare, arbetsmiljöingenjörer, beteendevetare, psykologer och sjukgymnaster. Företagshälsovården kan arbeta med att förebygga eller rehabilitera belastningsskador, hjälpa till med insatser vid utredningsar av arbetsskador, missbruk, psykiska kriser eller stress. Under senare år har även hälsoutvecklare/hälsopedagoger knutits till företagshälsovården. Det finns omkring 600 företagshälsor runt om i landet. Ungefär 70 procent av alla sysselsatta i Sverige uppger att de har tillgång till företagshälsovård.
Företagshälsovården arbetar alltså både hälsofrämjande, förebyggande och med arbetsanpassning och rehabilitering för redan sjuka. Företagshälsovården kan också anlitas vid organisationsförändringar för att bidra med kunskap om hur förändringarna påverkar arbetet. Företagshälsovården kan också anlitas vid planering av nya lokaler och arbetsmetoder liksom vid inköp av maskiner och utrustning.